# John Deverell
John Deverell (Londres, Inglaterra, 30 de maio de 1880 – Haywards Heath, Sussex, 2 de março de 1965) foi um ator britânico.

## Filmografia selecionada
- John Forrest Finds Himself (1920)
- Monte Carlo Madness (1932)
- The King of Paris (1934)
- The Divine Spark (1935)
- Everything in Life (1936)
- The Girl in the Taxi (1937)
- Incident in Shanghai (1938)